# 克莱孟七世肖像
克莱孟七世肖像（Ritratto di Clemente VII）是塞巴斯蒂亚诺·德尔·皮翁博的一幅布面油画，尺寸145×100厘米，绘制于1526年，现藏于那不勒斯国立卡波迪蒙特博物馆。

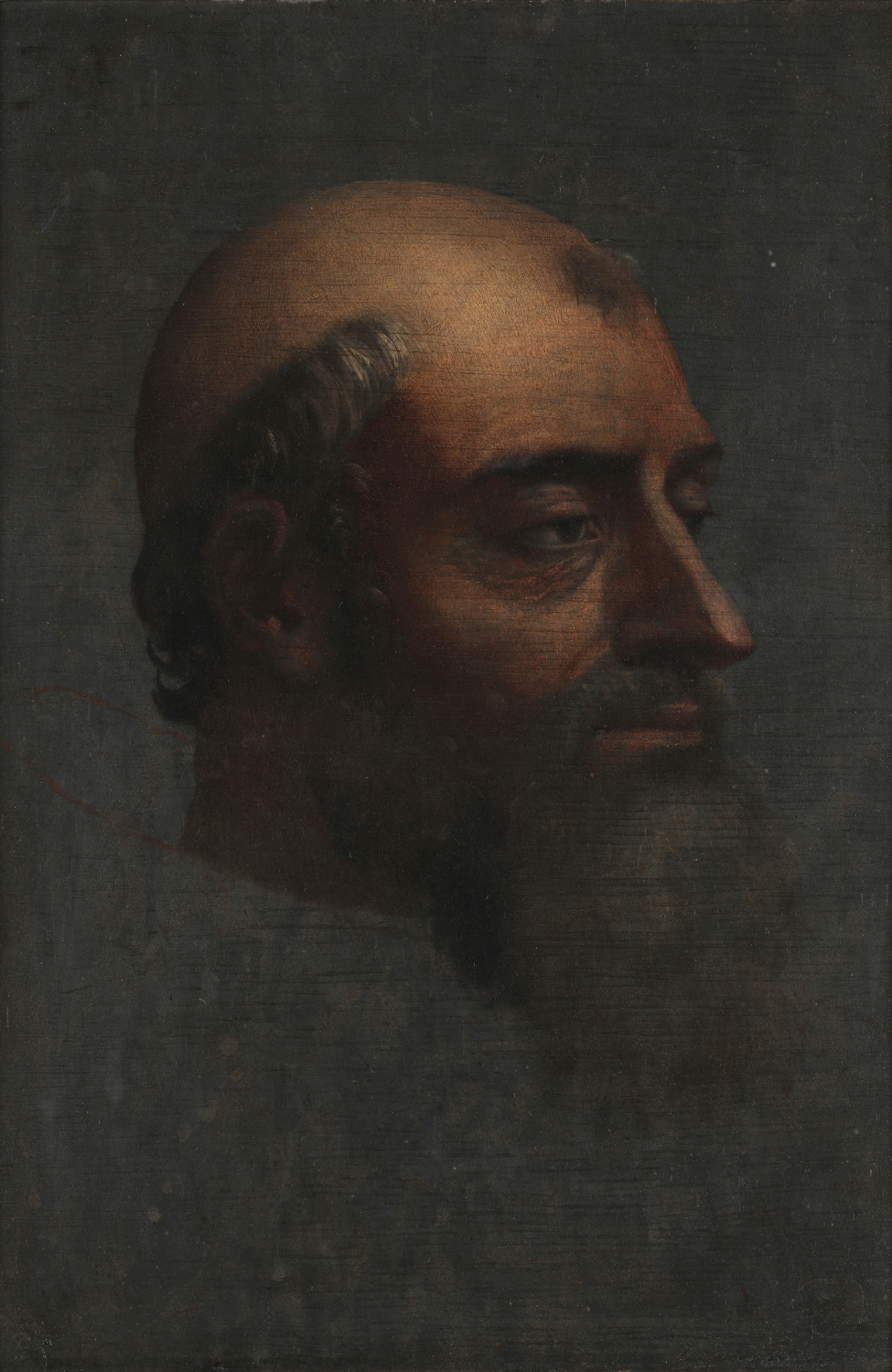
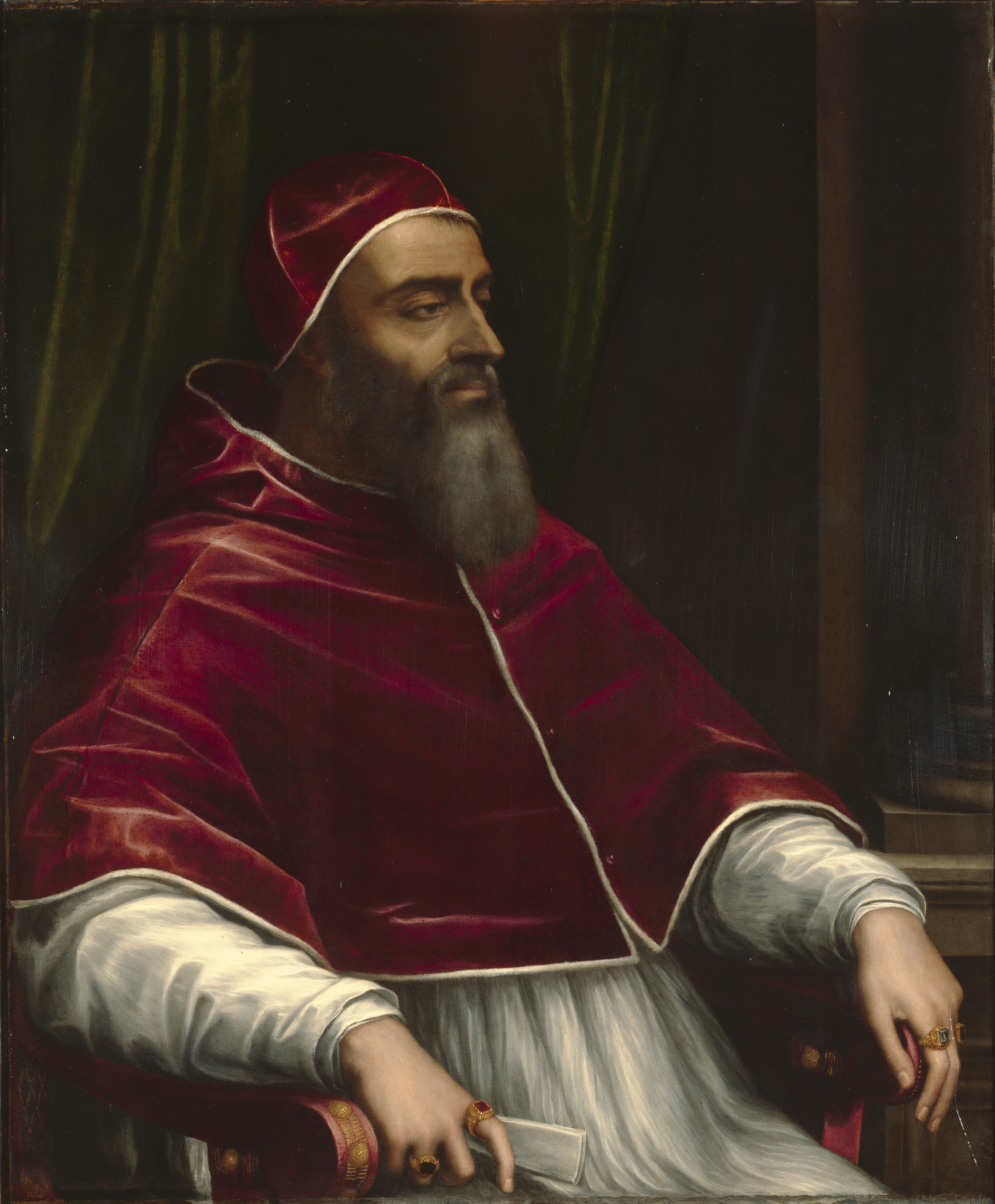